# 1601 Patry
1601 Patry è un asteroide della fascia principale. Scoperto nel 1942, presenta un'orbita caratterizzata da un semiasse maggiore pari a 2,2341327 UA e da un'eccentricità di 0,1296971, inclinata di 4,94355° rispetto all'eclittica.
L'asteroide è dedicato all'astronomo francese André Patry.